# 怪诞行为学
《怪诞行为学》（英語：Predictably Irrational: The Hidden Forces That Shape Our Decisions），是由丹·艾瑞里于2008年出版的书籍。

## 作者
丹·艾瑞里（英語: Dan Ariely，1968年4月29日— ）是一位擁有猶太人血統的美國心理學及行為經濟學教授。 他任教於美國杜克大學進階後知之明中心（英語: Center for Advanced Hindsight） 。